# Deux de couple féminin aux Jeux olympiques d'été de 2012
Navigation
Pékin 2008 Rio de Janeiro 2016
L'épreuve féminine du deux de couple des Jeux olympiques d'été 2012 de Londres se déroule sur le Dorney Lake du 30 juillet au 3 août 2012.

## Horaires
Les temps sont donnés en Western European Summer Time (UTC+1)
| Date                  | Temps           | Série          |
| --------------------- | --------------- | -------------- |
| Lundi 30 juillet 2012 | 10 h 20-10 h 40 | Qualifications |
| Mardi 31 juillet 2012 | 9 h 30-9 h 40   | Repêchages     |
| Vendredi 3 août 2012  | 10 h 30-10 h 40 | Finale B       |
| Vendredi 3 août 2012  | 12 h 10-12 h 20 | Finale A       |

## Médaillés
| Or                                              | Argent                            | Bronze                                      |
| Grande-Bretagne Anna Watkins Katherine Grainger | Australie Kim Crow Brooke Pratley | Pologne Magdalena Fularczyk Julia Michalska |

## Résultats

### Qualification

#### Série 1
| Rang | Rameuses                         | Pays               | Temps         | Notes |
| ---- | -------------------------------- | ------------------ | ------------- | ----- |
| 1    | Anna Watkins Katherine Grainger  | Grande-Bretagne    | 6 min 44 s 33 | Q     |
| 2    | Fiona Paterson Anna Reymer       | Nouvelle-Zélande   | 6 min 49 s 44 | Q     |
| 3    | Wang Min Zhu Weiwei              | Chine              | 6 min 50 s 64 | R     |
| 4    | Inge Janssen Elisabeth Hogerwerf | Pays-Bas           | 7 min 00 s 10 | R     |
| 5    | Lenka Antošová Jitka Antošová    | République tchèque | 7 min 05 s 05 | R     |

#### Série 2
| Rang | Rameuses                            | Pays       | Temps         | Notes |
| ---- | ----------------------------------- | ---------- | ------------- | ----- |
| 1    | Kim Crow Brooke Pratley             | Australie  | 6 min 48 s 80 | Q     |
| 2    | Magdalena Fularczyk Julia Michalska | Pologne    | 6 min 50 s 85 | Q     |
| 3    | Margot Shumway Sarah Trowbridge     | États-Unis | 6 min 55 s 25 | R     |
| 4    | Tina Manker Stephanie Schiller      | Allemagne  | 7 min 08 s 36 | R     |
| 5    | Anna Kravchenko Olena Buryak        | Ukraine    | 7 min 09 s 40 | R     |

### Repêchages
| Rang | Rameuses                         | Pays               | Temps         | Notes |
| ---- | -------------------------------- | ------------------ | ------------- | ----- |
| 1    | Wang Min Zhu Weiwei              | Chine              | 7 min 09 s 65 | Q     |
| 2    | Margot Shumway Sarah Trowbridge  | États-Unis         | 7 min 10 s 37 | Q     |
| 3    | Lenka Antošová Jitka Antošová    | République tchèque | 7 min 11 s 68 |       |
| 4    | Tina Manker Stephanie Schiller   | Allemagne          | 7 min 18 s 37 |       |
| 5    | Inge Janssen Elisabeth Hogerwerf | Pays-Bas           | 7 min 19 s 80 |       |
| 6    | Anna Kravchenko Olena Buryak     | Ukraine            | 7 min 23 s 02 |       |

### Finales

#### Finale B
| Rang | Rameuses                         | Pays               | Temps         |
| ---- | -------------------------------- | ------------------ | ------------- |
| 1    | Lenka Antošová Jitka Antošová    | République tchèque | 7 min 24 s 93 |
| 2    | Inge Janssen Elisabeth Hogerwerf | Pays-Bas           | 7 min 29 s 57 |
| 3    | Tina Manker Stephanie Schiller   | Allemagne          | 7 min 33 s 32 |
| 4    | Anna Kravchenko Olena Buryak     | Ukraine            | 7 min 36 s 65 |

#### Finale A
| Rang | Rameuses                            | Pays             | Temps         |
| ---- | ----------------------------------- | ---------------- | ------------- |
| 1    | Anna Watkins Katherine Grainger     | Grande-Bretagne  | 6 min 55 s 82 |
| 2    | Kim Crow Brooke Pratley             | Australie        | 6 min 58 s 55 |
| 3    | Magdalena Fularczyk Julia Michalska | Pologne          | 7 min 07 s 92 |
| 4    | Wang Min Zhu Weiwei                 | Chine            | 7 min 08 s 92 |
| 5    | Fiona Paterson Anna Reymer          | Nouvelle-Zélande | 7 min 09 s 82 |
| 6    | Margot Shumway Sarah Trowbridge     | États-Unis       | 7 min 10 s 54 |

## Sources
- Site officiel de Londres 2012
- (en) Site de la fédération internationale d'aviron
- (en) Programme des compétitions